# 甲基环丙烷
甲基环丙烷（英語：Methylcyclopropane）是一种有机化合物，化学式为C3H5CH3，是环丙烷的单甲基衍生物，常温常压下为无色气体。

## 合成
甲基环丙烷可由1,3-二溴丁烷和活性铜反应制得，反应所用的活性铜由CuI·PR3（R=Et, Bu）和萘锂反应得到。